# Botswana Defence Force
La Botswana Defence Force è l'unica forza armata del Botswana. Fu costituita nel 1977, e conta circa 9000 elementi. Il comandante è il luogotenente generale Tebogo Masire, mentre il comandante supremo è il Presidente della Repubblica. Non avendo sbocchi sul mare, il Botswana non dispone di una marina militare.

## Storia
A seguito dei cambiamenti politici in Sudafrica e nel resto della regione, l'esercito del Botswana si è specializzato in operazioni anti-bracconaggio, gestione di calamità naturali e missioni di pace all'estero. Il più grande contributo allo sviluppo dell'esercito del Botswana è stato dato dagli Stati Uniti, che hanno contribuito all'addestramento di gran parte degli ufficiali.
L'esercito del Botswana può contare su una brigata corazzata, due brigate e quattro battaglioni di fanteria, due di artiglieria corazzata, un reggimento di genieri e uno di commando. È noto che le forze speciali del Botswana mantengono il riserbo assoluto sul loro addestramento.

## Suddivisioni
- Botswana Ground Force (esercito)
- Botswana Defence Force Air Wing (componente aerea)